# Polokovy
Polokovy tvoří společně s kovy a nekovy tři hlavní skupiny chemických prvků. Rozdělení je prováděno s ohledem na vazebné a ionizační vlastnosti prvků. Je velmi obtížné definovat polokovy. Následující charakteristiky se často přisuzují polokovům:
1. polokovy obvykle tvoří amfoterní oxidy
2. polokovy se obvykle chovají jako polovodiče (B, Si, Ge)

## Vlastnosti
Vlastnosti polokovů tvoří přechod mezi kovy a nekovy. Jsou většinou křehké a nejsou kujné. Mají velice malou elektrickou vodivost. Tu lze zvětšit zahřátím nebo příměsí jiného prvku. Polokovy jsou pevné prvky, které se využívají jako polovodiče.

## Využití
Polokovy se používají k výrobě polovodičových součástek, integrovaných obvodů, čipů i jiných elektronických součástek.

## Problémy
Sloučeniny arsenu jsou velice jedovaté a vědci[kdo?] se domnívají, že mohou být karcinogenní. Do životního prostředí se dostávají zejména spalováním nekvalitních fosilních paliv.

## Seznam polokovů
- Bor (B)
- Křemík (Si)
- Germanium (Ge)
- Arsen (As)
- Selen (Se)
- Antimon (Sb)
- Tellur (Te)
- Astat (At)